# Inermis
Inermis – album polskiej grupy muzycznej Moonlight. Wydany został w 1999 roku nakładem wytwórni muzycznej Morbid Noizz w nakładzie 2.000 egz.
W roku 2001 materiał ten został wznowiony, reedycja ukazała się nakładem Metal Mind Productions.
Tytuł w języku łacińskim oznacza „Bezbronny”.

## Lista utworów
1. Inermis (5:35)
2. Szaleństwo (3:37)
3. Do ojca (3:54)
4. Jeszcze raz (5:12)
5. Umbra (4:12)
6. Noc (4:18)
7. Pokuta kłamcy (2:38)
8. Flos (4:49)
9. Non umbra (3:54)
10. Nie mogę zmienić nic (4:57)
11. Inermis II (5:30)
12. Enjoy the silence (4:05)
13. Army of me (3:47)

## Twórcy
- Maja Konarska – śpiew
- Daniel Potasz – instrumenty klawiszowe
- Andrzej Kutys – gitara
- Paweł Gotłas – gitara basowa
- Maciej Kazimierski – perkusja